# Коканд 1912
«Кока́нд 1912» (узб. «Qoʻqon 1912» futbol klubi/«Қўқон 1912» футбол клуби) — узбекистанский футбольный клуб из города Коканд Ферганской области (вилоята), являющийся старейшим футбольным клубом в Узбекистане и Средней Азии.
Участник Суперлиги Узбекистана — высшего футбольного дивизиона страны.
Финалист Кубка Узбекистана-1992, 3-кратный победитель (1997, 2001, 2009), серебряный (2014) и бронзовый (2013) призёр Первой лиги, 2-кратный победитель Второй лиги Узбекистана (2004 и 2007).

## Названия
| Годы       | Название               |
| ---------- | ---------------------- |
| 1912—1925  | «Мускоманда»           |
| 1925—1950  | «Коканд»               |
| 1950—1987  | «Мехнат»               |
| 1988—1991  | «Автомобилист»         |
| 1992—2002  | «Темирйулчи»           |
| 2002—2006  | «Коканд 1912»          |
| 2007—2008  | «Курувчи-Коканд 1912»  |
| 2008—2009  | «Бунёдкор-Коканд 1912» |
| 2012—н. в. | «Коканд 1912»          |

## История

### Зарождение
Впервые футбол проник на территорию современного Узбекистана в самом начале XX века. Сначала в этих краях стали играть в футбол в свободное время солдаты Российской империи, которые базировались в различных городах Средней Азии, входившей в состав Российской империи как Туркестанский край.
Жители окрестных к военным укреплениям городов и кишлаков демонстрировали интерес к новому для них виду спорта. Матчи между солдатами наблюдало большое количество зевак.
Особенную популярность футбол начинал иметь среди местной молодёжи. Настоящие мячи в то время были только у солдат. Постепенно местные жители начали имитировать игровые поля, как у солдат, и смогли сделать самодельный мяч.
Первый мяч для них создал местный житель-сапожник, который использовал в качестве материала кожу, а внутри мяч был набит разными тканями.
Вскоре после этого несколько местных жителей, совместно собрав необходимое количество денег, купили у российских солдат настоящий мяч. После этого популярность футбола выросла ещё больше.
В 1912 году в Коканде образуется 1-я футбольная команда, состоящая из местных жителей. Сначала она играла матчи сама с собой, а потом начала встречаться с командами российских солдат.
Постепенно кокандцы стали побеждать российских солдат (иногда — даже с крупными счетами). Вскоре после этих успехов соперником кокандцев выступила сборная ферганского военного гарнизона.
Матч в Скобелеве (ныне — Фергана) завершился в пользу сборной военного гарнизона (с минимальным счётом). После своего поражения кокандцы предложили сыграть ответный матч, который состоялся через месяц.
Ответный матч проходил в Коканде и завершился победой хозяев также с минимальным счётом. Отличительной особенностью стало то, что за данным матчем наблюдало большое количество зрителей.
Вскоре после ряда успехов кокандской команды на футбол начали обращать внимание интеллигенция, состоятельные люди и купцы не только Коканда, но и всей Ферганской долины.
Благодаря их усилиям в том же 1912 году была создана 1-я в истории Средней Азии и Узбекистана футбольная команда под названием «Мускоманда» («Мусульманская команда»).
Позднее и в других городах и кишлаках Ферганской долины стали создаваться местные команды, с которыми «Мускоманда» проводила матчи, совершая своего рода турне по региону.

### Дальнейшее развитие
Местные энтузиасты без особых усилий создавали игровые поля, а основной проблемой являлось отсутствие мячей и соответствующей обуви.
Вопрос с мячами решался членами «Мускоманды» — братьями Рузиматом и Исмоилом Ниёзовыми, которые по профессии были сапожниками. Они наладили производство самодельных мячей.
Из-за высокого спроса на мячи среди команд большого региона братья решили расширить их производство в своей мастерской. Они вместе со своими работниками наладили изготовление не только мячей, но и самодельной обуви для футбола.
Через некоторое время произведенные в Коканде мячи получили широкую известность во всей Средней Азии и даже за её пределами. К братьям даже поступил неожиданный заказ из Центральной России, и они отправили туда 400 сделанных мячей.
Самыми известными игроками «Мускоманды» в 1910-е годы являлись братья Рузимат и Исмоил Ниёзовы, Хусанхон Мухитдинов, братья Охунджон, Акбарджон и Муминджон Бойматовы.
В 1920-е и в 1930-е годы основными игроками «Мускоманды» были рабочие кокандского завода по производству масла. Из них наиболее известными на тот период были: М. Ахмедов, М. Абдуллаев, А. Мухитдинов, К. Мухитдинов, Р. Ниёзов, М. Бойматов, О. Бойматов, У. Шониёзов, В. Усаров, М. Солиев, П. Хайдаров.

### Времена СССР
После образования СССР и установления в стране атеистической идеологии клуб лишился названия «Мускоманда» и стал именоваться просто «Коканд».
В 1926 году началось проведение чемпионата Узбекской ССР по футболу, который до 1936 года носил официальное название «чемпионат городов Узбекской ССР».
В этом турнире кокандцы особых успехов не добились (чемпионами, в основном, становились представители Ташкента, и однажды — команда города Ферганы).
Начиная с 1937 года, «чемпионат городов Узбекской ССР» преобразовался в чемпионат Узбекской ССР, и в том же сезоне «Коканд» стал вице-чемпионом.
В 1930-е годы футбол в Узбекистане переживал небывалый с момента возникновения подъём. Именно в те годы была создана сборная Узбекской ССР, основу которой наряду с игроками ташкентских команд составили в том числе и футболисты «Коканда».
В 1950-е годы клуб переживал небольшой спад. Получив название «Мехнат» (с узб. «Труд»), он, в основном, участвовал в чемпионате республики.
В 1958 году в Коканде завершилось строительство стадиона «Комсомол», рассчитанного на 5000 зрителей. В те годы в городе образовалось ещё несколько футбольных команд, каждая из которых состояла из рабочих различных предприятий.
Они становились своего рода фарм-клубами «Мехната», а наиболее талантливые игроки этих команд получали приглашения из главного клуба города.
В 1968 году «Мехнат» дебютировал в классе «Б» Второй лиги чемпионата СССР, заняв 19-е место среди 22-х команд в зоне «Средняя Азия».
По итогам сезона-1969 клуб поднялся на 14-е место среди 24-х команд зоны «Средняя Азия» класса «Б» Второй лиги. С 1970 по 1987 годы он выступал в областном чемпионате, а позднее — в чемпионате республики.
В 1987 году «Мехнат» в 1-й и в последний раз в своей истории стал чемпионом Узбекской ССР. Одновременно кокандцы также участвовали в Кубке Узбекской ССР, но обладателями этого трофея они так ни разу и не были.
В 1988 году клуб сменил название на «Автомобилист» и начал играть во Второй лиге чемпионата СССР, где занял 13-е место (среди 19 команд 7-й зоны).
В сезоне-1989 он неожиданно финишировал на итоговом 5-м месте среди 21-й команды в 7-й зоне Второй лиги. В 1990 и 1991 годах «Автомобилист» занимал соответственно 7-е и 14-е места  во Второй лиге СССР.
Неполный состав команды в конце 1980-х годов (во время участия клуба во Второй лиге СССР): главный тренер — Нерд Айриев, игроки — Игорь Усов, Ойдинбек Алиев, Игорь Полищук, Сергей Калистру, Джамолиддин Тоджибоев, Эдуард Кудряшов, Дильшод Муминов, Александр Голоколосов, Эльвиддин Эюпов, Наиль Сагитов, Игорь Голованов, Дамир Рахматуллин, Зохид Нурматов, Рустам Уразов, Нумон Хасанов, Виталий Аванесов, Андрей Тимофеев, Вячеслав Дервишев, Александр Шмариков, Евгений Матвеев, Михаил Эннс, Мурод Камчиев, Рустам Абдуллаев, Андрей Еманов, Мурод Исмоилов, Альфред Дитрих, Андрей Федоров, Родион Шакманаев.

### Независимый Узбекистан
После распада СССР и обретения Узбекистаном независимости с 1992 года стал проводиться национальный чемпионат страны. Клуб был включён в Высшую лигу и, таким образом, оказался одним из 17 участников 1-го чемпионата Узбекистана.
В том же году клуб сменил название на «Темирйулчи» (в переводе с узбекского языка — «Железнодорожник»).
По итогам дебютного сезона кокандцы заняли 6-е место и дошли до финала 1-го розыгрыша Кубка Узбекистана, где проиграли наманганскому «Навбахору» лишь в серии пенальти со счётом 5:6 (основное и дополнительное время закончились нулевой ничьей).
Это был 1-й и пока последний раз в истории клуба, когда он выходил в финал Кубка страны, что остаётся его наилучшим достижением в период независимости Узбекистана.
«Темирйулчи» до 1995 года выступал в Высшей лиге. Однако заняв предпоследнее, 15-е место, он вылетел в Первую лигу 
Узбекистана.
В ней клуб задержался на 2 сезона, а в 1997 году стал победителем первенства и вернулся в Высшую лигу, в которой участвовал до 2000 года. В том сезоне кокандцы опустились на последнее, 20-е место и во 2-й раз выбыли в Первую лигу.
В 2001 году они снова выиграли турнир Первой лиги и поднялись в элитную лигу узбекистанского футбола. В начале 2002 года клуб сменил название на «Коканд 1912».
В сезонах-2002 и 2003 он пребывал на высшем уровне, но перед стартом чемпионата-2004 из-за неуплаты взноса не был допущен для участия в Высшей лиге и оказался во Второй лиге, став победителем одной из финальных групп.
В 2005 и 2006 годах клуб безуспешно выступал в Первой лиге, из которой в итоге был исключён, и в сезоне-2007 опять был вынужден играть во Второй лиге.
Последующие 2 года он вновь являлся участником Первой лиги, сменив название на «Бунёдкор-Коканд 1912». А сезоны-2010—2011  клуб пропустил, фактически перестав существовать.
В 2012 году он был возрождён под названием «Коканд 1912» и выступал в Первой лиге. В 2014 году команда стала 2-й и получила возможность вернуться в Высшую лигу, где и находится в настоящее время.

## Достижения

### СССР

#### Чемпионат Узбекской ССР
- Чемпион (1987).

### Узбекистан

#### Кубок Узбекистана
- Финалист (1992).
- 1/2 финала (2018).

#### Высшая/Суперлига Узбекистана
- 5-е место (1994).

#### Первая лига Узбекистана
- Победитель — 3 раза (1997, 2001, 2009).
- 2-е место (2014).
- 3-е место (2013).

#### Вторая лига Узбекистана
- Победитель — 2 раза (2004, 2007).

## Статистика выступлений с 1992 года
| Сезон | Лига        | Место          | Кубок         |
| 1992  | Высшая лига | 6-е            | Финал         |
| 1993  | Высшая лига | 6-е            | 1/16 финала   |
| 1994  | Высшая лига | 5-е            | 1/8 финала    |
| 1995  | Высшая лига | 15-е           | 1/4 финала    |
| 1996  | Первая лига | 4-е            | 1-й раунд     |
| 1997  | Первая лига | 1-е            | 1/4 финала    |
| 1998  | Высшая лига | 7-е            | 1/8 финала    |
| 1999  | Высшая лига | 10-е           |               |
| 2000  | Высшая лига | 20-е           | 1/16 финала   |
| 2001  | Первая лига | 1-е            | 1/8 финала    |
| 2002  | Высшая лига | 14-е           | 1/4 финала    |
| 2003  | Высшая лига | 10-е           | 1/8 финала    |
| 2004  | Вторая лига | 1-е (группа A) | не участвовал |

| Сезон     | Лига                | Место | Кубок         |
| 2005      | Первая лига         | 13-е  | 1-й раунд     |
| 2006      | Первая лига         | 18-е  | 1/32 финала   |
| 2007      | Вторая лига         | 2-е   | не участвовал |
| 2008      | Первая лига         | 4-е   | не участвовал |
| 2009      | Первая лига         | 1-е   | 1/16 финала   |
| 2010-2011 | клуб не существовал | —     | —             |
| 2012      | Первая лига         | 9-е   | не участвовал |
| 2013      | Первая лига         | 3-е   | 1/8 финала    |
| 2014      | Первая лига         | 2-е   | 1/8 финала    |
| 2015      | Высшая/Суперлига    | 12-е  | 1/8 финала    |
| 2016      | Высшая/Суперлига    | 12-е  | 1/4 финала    |
| 2017      | Высшая/Суперлига    | 9-е   | 1/4 финала    |
| 2018      | Высшая/Суперлига    | 9-е   | 1/2 финала    |

## Главные тренеры с 1988 года
Данный список неполон, возможны небольшие ошибки в годах (данные — с сайта footballfacts.ru)
| Период    | Главный тренер           |
| --------- | ------------------------ |
| 1988—1990 | Эльведин Эюпов[уточнить] |
| 1991      | Нерд Айриев              |
| 1992—1993 | Бахром Хакимов           |
| 1994—1995 | Эльведин Эюпов[уточнить] |
| 1995—1997 | Геннадий Мотлах          |
| 1998—1999 | Бахром Хакимов           |
| 1999      | Эльведин Эюпов[уточнить] |
| 2000      | Мухаммадали Кулдашев     |
| 2001—2003 | Авхат Абдулин            |
| 2003      | Юрий Газюкин             |
| 2004—2005 | Эльведин Эюпов           |
| 2009      | Тахир Кападзе            |
| 2010—2011 | клуб не существовал      |
| 2012—2014 | Тахир Кападзе            |
| 2014—2015 | Рустам Абдуллаев         |
| 2015      | Вадим Шадиматов          |
| 2015—2016 | Мурад Исмаилов           |
| 2016      | Сергей Ковшов            |
| с 2016    | Нумон Хасанов            |